# Brfxxccxxmnpcccclllmmnprxvclmnckssqlbb11116
Brfxxccxxmnpcccclllmmnprxvclmnckssqlbb11116 — ім'я, яке спробували дати своїй дитині батьки у Швеції у травні 1996 року.
Спочатку батьки назвали сина Альбін, однак відмовились реєструвати ім'я в знак протесту проти суворого шведського законодавства щодо імен для дітей. Згідно зі шведським законом, ім'я дитині можна вибрати серед приблизно 1000 зареєстрованих, а коли жодне з них не подобається, батьки мають право просити дозволу на нове ім'я в суді.
Коли дитині виповнилося 5 років, а батьки так і не зареєстрували її, окружний суд у Гальмстаді (південь Швеції) призначив їм штраф у розмірі 5000 крон (близько 550 євро). У відповідь на це батьки попросили дозволу на ім'я, що складалося з 43 букв та цифр, стверджуючи, що це «змістовний, експресіоністський витвір, який ми розглядаємо як мистецький»).
На думку батьків, до імені треба підходити з точки зору патафізики. Суд відмовив у реєстрації цього імені та підтвердив стягнення штрафу. Тоді батьки спробували змінити ім'я на A. Проте суд знову відмовив у реєстрації, мотивуючи це тим, що ім'я не може складатися з однієї літери.